# 藤見泰高
藤見 泰高（ふじみ やすたか、1960年代 - ）は、日本の漫画家、漫画原作者、フリーライター。岐阜県出身。昆虫類や、家電量販店の店長候補であった過去から家電製品への造詣が深い。同じく漫画家で作画担当のカミムラ晋作と組んで昆虫漫画を連載することが多い。

## 経歴
- 20代半ばにして講談社『週刊少年マガジン』新人賞佳作を受賞。その後『マガジン』にて読み切りを何作か発表するが、連載には至らず。

## 作品リスト
- 鍬道（2001年 - 連載中、『昆虫フィールド』、既刊3巻）
- サイカチ 真夏の昆虫格闘記（作画：カミムラ晋作）（2005年 - 2006年、『週刊少年チャンピオン』） - 1巻まで刊行されるも、2巻以降の刊行は未定。
- ベクター・ケースファイル 稲穂の昆虫記（作画：カミムラ晋作）（2007年 - 2010年、『チャンピオンRED』、全10巻）
- 必蟲SWEEPERS（作画：カミムラ晋作）（2010年 - 2011年、『チャンピオンRED』、全2巻）
- 家電探偵は静かに嗤う。（作画：岩澤紫麗）（2011年 - 2013年、『チャンピオンRED』、全4巻）
- 巨蟲列島（作画：REDICE）（2014年 - 2019年、『チャンピオンクロス』→『マンガクロス』、全6巻）
  - 大巨蟲列島（作画：廣瀬周）（2019年 - 2025年、『マンガクロス』、全15巻）
  - 巨蟲山脈（作画：さざなみ陽輔）（2019年 - 2024年、『どこでもヤングチャンピオン』、全8巻）